# ماثيو بورتر
ماثيو بورتر (بالإنجليزية: Matthew Porter)‏ هو لاعب كرة قاعدة أمريكي، ولد في 1858 في نيويورك في الولايات المتحدة، وتوفي في 28 سبتمبر 1906 في ريف بيهيهيابان ‏ في المكسيك.

## وصلات خارجية
- ماثيو بورتر على موقعبيزبول رفرنس.كوم (الدوري الرئيسي) (الإنجليزية)